# Столбовая (приток Енисея)
Столбовая — река в Енисейском районе Красноярского края, правый приток Енисея.
Длина реки — 61 км, площадь водосборного бассейна — 350 км². Исток находится на западном склоне Енисейского кряжа, на высоте свыше 354 м, течёт в общем направлении на юго-запад, среди смешанных (ель, пихта, берёза) лесов. Насколько мелких притоков Столбовой собственных названий не имеют. Впадает в излучину Енисея, напротив мыса Зяблинский, на расстоянии 1747 км от устья.
По данным государственного водного реестра России относится к Енисейскому бассейновому округу.